# Austrochaperina parkeri
Austrochaperina parkeri és una espècie de granota que viu a Papua Nova Guinea.